# Canephora maroana
Canephora maroana là một loài thực vật có hoa trong họ Thiến thảo. Loài này được A.DC. mô tả khoa học đầu tiên năm 1901.